# Kasongo
Kasongo is een plaats van ongeveer 63.000 inwoners in de Democratische Republiek Congo, in de provincie Maniema. In 1875 stichtte de slavenhandelaar Tippo Tip hier een handelspost. Op zijn derde expeditie in Afrika werd Kasongo bezocht door Henry Morton Stanley.
Kasongo was omstreden in de Veldtochten van de Kongo-Vrijstaat tegen de Arabo-Swahili tussen 1892 en 1894 en de Opstand van de Batetela in 1898.